# Dimbengui
Dimbengui ou Dibengui est un village de la commune de Massock-Songloulou; située dans le département de la Sanaga-Maritime et la région du Littoral au Cameroun. Il est situé sur la route qui lie Ngambe et Edéa sur la piste rurale de Nyéé ou de Yoï.

## Population
En 1967, Dimbengui comptait 31 habitants, principalement Bassa.
Lors du recensement de 2005, 131 personnes y ont été dénombrées.